# Баньоло ин Пиано
Баньо̀ло ин Пиа̀но (на италиански: Bagnolo in Piano, на местен диалект Bagnòl in Piân, Баньол ин Пиан) е градче и община в северна Италия, провинция Реджо Емилия, регион Емилия-Романя. Разположено е на 32 m надморска височина. Населението на общината е 9536 души (към 2010 г.).